# Cleophus Prince Jr.
Cleophus Jr. Prince (Birmingham, 24 luglio 1967) è un serial killer statunitense, autore di 6 omicidi di donne nel 1990.
Prince dopo l'arresto si è sempre professato innocente ed è ricordato per la sua prestanza fisica, per essere stato uno dei pochi serial killer che ha colpito vittime di un'etnia diversa dalla sua e per essere una persona estroversa, apparentemente normale.

## Biografia

### Infanzia e gioventù
Poco si sa dell'infanzia e della vita di Prince, la sua gioventù non è stata tra le più traumatiche, anche se la famiglia non era particolarmente benestante. Nel corso della sua adolescenza ha abusato di droghe e, per fuggire dalla vita umile che faceva in Alabama, si arruola in Marina.

### I crimini
Nel 1989, in seguito ad un piccolo furto,  viene espulso dalla marina militare cui faceva parte da qualche tempo. Successivamente all'espulsione, Prince si trasferisce nel complesso residenziale di Buena Vista Garden, in California, luogo molto vicino ai suoi primi tre omicidi. Ha vissuto a Buena Vista Garden fino al 2 maggio 1990.
Prima di essere identificato, la polizia aveva identificato il serial killer della giovani ragazze come un opportunista disorganizzato, in quanto entrava nelle residenze tramite porte o finestre già aperte, senza quindi commettere scasso e colpiva le sue vittime con coltelli che trovava nella loro cucina. La polizia ha anche ipotizzato che prima di ucciderle Prince fosse solito osservare le abitudini delle sue vittime, per poterle aggredire nei momenti in cui fossero maggiormente vulnerabili.
Oltre che per omicidio Prince è stato condannato anche per molteplici furti con scasso tra l'aprile 1990 e il febbraio 1991.

### Gli omicidi
Il primo omicidio, avvenuto nel gennaio 1990, ha avuto per vittima Tiffany Paige Schultz, la donna è stata colpita numerose volte nella parte sinistra del petto. La donna è stata trovata in posizione supina, con braccia e gambe divaricate.
Quattro settimane dopo, la stessa sorte è capitata alla ventunenne Janene Marie Weinhold, aggredita in casa sua, mentre faceva il bucato. La Weinhold è stata anche stuprata e in seguito uccisa con diversi colpi da arma da taglio nella parte sinistra del petto. Anche in questo caso il corpo era in posizione supina con gambe e braccia divaricate. A causa dello stupro la polizia ha potuto prelevare molte tracce del DNA dell'assassino.
La terza vittima, nell'aprile 1990, è stata Holly Suzanne Tarr. La ragazza, dopo un bagno in piscina, è stata aggredita e uccisa mentre si trovava sotto la doccia. 
In seguito a questo omicidio, che per il modus operandi viene collegato a quello della Schultz e della Weinhold, la polizia ha un primo identikit dell'assassino grazie alla testimonianza di un addetto alla manutenzione che ha visto uscire un uomo dall'appartamento in cui si trovava la Tarr. L'assassino viene identificato con un giovane ragazzo di colore. 
In seguito ad alcuni interrogatori della polizia, Prince lascia la sua residenza e fa perdere le sue tracce.
Il quarto omicidio, collegato a Prince solo dopo il suo arresto, è stato quello di Elissa Naomi Keller, avvenuto nel maggio 1990, a San Diego, in California. La donna è stata colpita al volto con molta violenza e accoltellata numerose volte nella parte sinistra del petto. L'omicidio, che apparentemente aveva qualche differenza con i tre precedenti, come l'età della vittima, superiore alle altre, viene collegato a Prince solo dopo il ritrovamento dell'anello della donna nell'appartamento di Prince dopo il suo arresto.
Il quinto e il sesto omicidio ha visto come vittime Pamela Gail Clark e la figlia Amber. Pamela viene trovata all'ingresso, con i capelli ancora bagnati, è anch'essa stata colpita numerose volte nella parte sinistra del petto, stessa sorte è toccata alla figlia Amber, trovata qualche metro più lontana. L'anello di Pamela viene trovato nell'appartamento di Prince dopo il suo arresto.

### Arresto
Prince viene arrestato nel 1991, dopo aver tentato di entrare in una casa a  Scripps Ranch. Una donna, che stava facendo la doccia, udendo dei movimenti nella porta di ingresso, ha chiesto aiuto ad un vicino. I due trovarono Prince intento a scassinare la porta. Prince riuscì comunque a fuggire, per poi essere identificato il giorno seguente dalla donna nel centro benessere in cui lavorava ed essere arrestato per tentativo di furto. Viene rilasciato su cauzione dopo qualche ora.
In seguito all'arresto ha dovuto fornire alcune tracce del suo DNA. Gli esami hanno collegato il suo DNA all'omicidio di Janene Marie Weinhold.
Nel marzo 1991 viene quindi nuovamente arrestato, mentre era in Alabama dalla sua famiglia. Al momento dell'arresto, già da qualche tempo, Prince aveva una relazione stabile con una ragazza, completamente ignara della vita criminale del compagno.

### Processo
Dopo le schiaccianti prove del DNA, Prince è stato giudicato nel 1992. La difesa ha sostenuto, senza successo, che Prince non potesse essere accusato per tre degli omicidi per mancanza di prove. Il 15 luglio 1993 Prince è stato ritenuto colpevole di tutti e sei i capi d'accusa di omicidio e di altre 21 accuse penali. Dopo altre delibere, la giuria l'ha condannato a morte. Il giudice ha emesso la condanna a morte il 5 novembre 1993.
Attualmente si trova nel braccio della morte, professandosi innocente e vittima di una persecuzione mediatica.

## Le vittime
- Tiffany Paige Schultz, 20 anni. 12 gennaio 1990. La ragazza viveva vicino alla residenza di Prince. Inizialmente viene accusato il fidanzato della Schultz dell'omicidio, ma viene rilasciato tre giorni dopo il fermo.
- Janene Marie Weinhold, 21 anni. 16 febbraio 1991. È stato l'omicidio più efferato e quello che ha consentito maggiormente il riconoscimento di Prince come l'assassino.
- Holly Suzanne Tarr, 18 anni. 3 aprile 1990. Era andata a trovare il fratello al Buena Vista Garden. Prince ha regalato l'anello della Tarr alla sua fidanzata.
- Elissa Naomi Keller, 38 anni. 21 maggio 1990. La donna probabilmente non era la vittima prestabilita da Prince. L'uomo verosimilmente voleva aggredire la figlia della Keller, che però non si trovava in casa.
- Pamela Gail Clark, 42 anni. 13 settembre 1990.
- Amber Clark, 18 anni. 13 settembre 1990.